# وست استند لیک (نیویورک)
وست استند لیک (به انگلیسی: West Sand Lake) یک منطقهٔ مسکونی در ایالات متحده آمریکا است که در شهرستان رنسلیر، نیویورک واقع شده‌است. وست استند لیک ۱۲٫۴ کیلومتر مربع مساحت و ۲٬۶۶۰p نفر جمعیت دارد و ۱۶۰ متر بالاتر از سطح دریا واقع شده‌است.